# Robert White (psykolog)
Robert Winthrop White, född 17 oktober 1904 i Brookline i Massachusetts, död 6 februari 2001 i Weston i Massachusetts, var en amerikansk psykolog. Han forskade särskilt om människans personlighet, såväl den abnormala som den normala. Whites bok The Abnormal Personality från 1948 kom att ha stort inflytande över forskningen om abnormal psykologi.

## Biografi
Robert White föddes år 1904 i Brookline i Massachusetts. Han avlade doktorsexamen vid Harvard University med en avhandling om hypnos. År 1958 utnämndes han till professor i klinisk psykologi vid Harvard. I sin artikel "Motivation reconsidered: The concept of competence" från 1959 försökte White formulera ett alternativ till den förhärskande nybehaviorismen.